# Mazekiai kraftværk
Mažeikių elektrinė er et oliekraftværk i Litauen. Det har en installeret produktionskapacitet på 210 MW fordelt på tre turbiner. Anlægget blev installeret i 1979-1982. Brændselskilden er olie. Det er et af landets største kraftværker målt efter installeret effekt.